# Kalidasa
Kālidāsa (Devanagari: कालिदास; fl. Siglos IV-V e. c.) fue un poeta y dramaturgo indio hinduista, que vivió aproximadamente en el siglo VI de nuestra era. Fue un autor en sánscrito clásico, a menudo considerado el mejor dramaturgo de la India antigua. Sus obras de teatro y poesía se basan principalmente en los Vedas, el Rāmāyaṇa, el Mahābhārata y los Purāṇas. De su autoría aún se conservan tres obras de teatro, dos poemas épicos y dos poemas más breves.
Se desconoce mucho sobre su vida, excepto lo que se puede inferir de su poesía y obras de teatro. Sus obras no se pueden fechar con precisión, pero lo más probable es que se hayan escrito antes del siglo V d. C.

## Biografía
Los eruditos han especulado sobre donde pudo haber vivido Kālidāsa ubicándolo cerca de los Himalayas, en las cercanías de Ujjain y en Kalinga. Esta hipótesis se basa en su descripción detallada del Himalaya en su obra Kumarasambhava, la exhibición de su amor por Ujjain en Meghaduta, y sus descripciones altamente elogiosas del emperador Kalingan Hemāngada en Raghuvamsa (sexto Sarga).
Lakshmi Dhar Kalla (1891-1953), un erudito en sánscrito y un pandit de Cachemira, escribió un libro titulado The birth-place of Kalidasa (1926), que intenta rastrear el lugar de nacimiento de Kālidāsa basándose en sus escritos. Kalla concluyó que Kālidāsa nació en Cachemira, pero se trasladó hacia el sur y buscó el patrocinio de los gobernantes locales para prosperar. La evidencia citada por él de los escritos de Kālidāsa incluye:
- Descripción de la flora y fauna que se encuentra en Cachemira, pero no en Ujjain o Kalinga: la planta de azafrán, los árboles deodar, el ciervo almizclero, entre otros.
- Descripción de accidentes geográficos comunes a Cachemira, como tarns y claros
- Mención de algunos sitios de menor importancia que, según Kalla, pueden identificarse con lugares de esa región. Estos sitios no son muy famosos fuera de Cachemira y, por lo tanto, no podrían haber sido conocidos por alguien que no estuviera en contacto cercano con Cachemira.
- Referencia a ciertas leyendas de origen cachemir, como la del Nikumbha (mencionada en el texto cachemir Nīlamata Purāṇa); mención (en Shakuntala) de la leyenda sobre la creación de Cachemira a partir de un lago. Esta leyenda, mencionada en Nīlamata Purāṇa, afirma que un líder tribal llamado Ananta drenó un lago para matar a un demonio. Ananta nombró el sitio del antiguo lago (ahora tierra) como "Cachemira", en honor a su padre Kaśyapa.
- Según Kalla, Śakuntalā es una dramatización alegórica de la filosofía Pratyabhijna (una rama del Shivaísmo de Cachemira). El autor argumenta además que esta rama no se conocía fuera de Cachemira en ese momento.

No obstante otros eruditos postulan que la división de Garhwal en Uttarakhand es el lugar de nacimiento de Kalidasa.
Los poemas de Kālidāsa sugieren que era un brahmán (sacerdote). Pero de su vida nada se conoce precisamente porque lo único que se sabe sobre él son leyendas. Según sus propios dichos, en su juventud había sido conocido por su belleza, que hizo que una princesa llamada Vidiottama pidiera casarse con él.
Según el folclore, una princesa erudita decide una vez encontrar un novio adecuado probando la inteligencia de los hombres en su reino. Cuando ningún hombre puede pasar la prueba, los ciudadanos frustrados deciden enviar a Kālidāsa, un hombre sin educación, a una entrevista con la princesa.
En otra versión, el primer ministro de la corte se siente insultado cuando la princesa rechaza la propuesta de matrimonio de su hijo. Para vengar este insulto, el ministro busca a la persona menos apta, en este caso el pastor Kālidāsa, para enviar a la princesa.
Kālidāsa, que había crecido sin mucha educación, logra casarse con la princesa, extremadamente erudita, por lo que ella empezó a avergonzarse de la ignorancia y tosquedad de su esposo. En una ocasión, la princesa Vidiottama trató con sarcasmo a Kalidasa, y este quiso suicidarse tirándose a un pozo. En ese momento le pidió ayuda a su diosa Kali, y fue recompensado con un regalo súbito y extraordinario de capacidad poética. El nombre de Kalidasa ("servidor de la diosa Kali", siendo kali: ‘la negra’, y dasá: ‘esclavo’) podría ser un seudónimo basado en la devoción que sentía el poeta por su diosa adorable. Se desconoce el nombre original de Kālidāsa. El nombre de la erudita Vidiottama posiblemente sea una indicación de su inexistencia histórica, ya que significa justamente ‘erudita’, siendo vidiá: ‘conocimiento’, y ut-tama: ‘supremo’ (‘más allá de la ignorancia’).
Bien sea de una u otra forma, a Kālidasa le va mal y la princesa la humilla constantemente. Así desafiado, visita un templo de Kāli, se inspira para aprender sánscrito, estudia los Purāṇas y otros textos antiguos, y se convierte en un gran poeta.
Tras escapar de ese reino, en Uyaín entró al servicio del rey Vikrama Aditia como poeta. Se convirtió en el más brillante de los návaratna (‘nueve joyas’) de la corte del rey Vikramaditia. Eran los otros sabios Amara Simja, Dhanuan Tari, Ghata Karpara, Ksapanaka (‘ayunador desnudo’, quizá el astrónomo yaina Siddha Sena), Shanku, el astrónomo Varaja Mijira, Vara Ruchi y Vetala Bhatta.
Otra vieja leyenda cuenta que visita a Kumāradāsa, el rey de Lanka y, debido a la traición, es asesinado allí.

## Período
Varios libros antiguos y medievales afirman que fue un poeta de la corte de un rey llamado Vikramāditya. Se dice que un rey legendario llamado Vikramāditya gobernó desde Ujjain alrededor del siglo I a. C. Una sección de eruditos cree que este legendario Vikramāditya no es una figura histórica en absoluto. Existieron otros reyes que gobernaron desde Ujjain y adoptaron el título Vikramāditya, siendo los más notables Chandragupta II (r. 380 e. c.-415 e. c.) y Yaśodharman (siglo VI e. c.).
La teoría más popular es que Kālidāsa floreció durante el reinado de Chandragupta II y, por lo tanto, vivió alrededor del siglo IV al V d. C. Distintos eruditos occidentales han apoyado esta teoría, desde los días de William Jones y AB Keith. Los indólogos occidentales modernos y  eruditos como Stanley Wolpert también apoyan esa teoría. Muchos eruditos indios, como Vasudev Vishnu Mirashi y Ram Gupta, también lo ubican en este período. Según esta teoría, su carrera podría haberse extendido hasta el reinado de Kumāragupta I (r. 414 - 455 d. C.), y posiblemente, hasta el de Skandagupta (r. 455 - 467 d. C.).
La evidencia paleográfica más antigua sobre él se encuentra en una inscripción en sánscrito fechada c. 473 EC, encontrada en el templo del Sol de Mandsaur, con algunos versos que parecen imitar a Meghadūta Purva, 66; y el ṛtusaṃhāra V, 2-3, aunque no se nombra a Kālidāsa. Su nombre, junto con el del poeta Bhāravi, se menciona por primera vez en una inscripción de piedra fechada en 634 d. C. encontrada en Aihole, ubicada en la actual Karnataka.

### Datación
El dato más relevante para ubicar cronológicamente a Kālidāsa es que se le menciona como uno de los nava-ratna (‘nueve joyas’) de la corte del rey «Vikramaditia». Entre esos nueve sabios se cuenta el astrónomo Varaja Mijira, quien vivió entre el 505 y el 587 d. C. Un candidato a ser este tal rey Vikramaditia es Chandragupta II Vikramaditia, emperador del Imperio gupta, pero este reinó en Uyyain entre el 375 y 415 d. C., o sea, un siglo antes del nacimiento de Varaja Mijira.
Un terminus ante quem (‘límite antes del cual’) habría vivido Kālidāsa es dado por la primera vez que se lo menciona existente en la India, en el Prashasti del año 634 en el templo de Aihole (en el distrito de Bagalkot, del estado de Karnataka), que tiene una referencia acerca del talento de Kālidāsa.
Un  terminus post quem (‘límite después del cual’) se puede deducir de su obra Malavika-Ágni-Mitra, en la que el protagonista, el rey Ágni-Mitra de la dinastía sunga, asumió el trono de Magadha en el 152 a. C.
Algunos autores discreparon sobre su datación, tal es el caso de Francis Wilford, que situó a Kālidāsa en una época incorrecta.

## Teoría de múltiples Kālidāsas
Algunos eruditos, incluidos M. Srinivasachariar y TS Narayana Sastri, creen que las obras atribuidas a "Kālidāsa" no son de una sola persona. Según Srinivasachariar, los escritores de los siglos VIII y IX insinúan la existencia de tres destacadas figuras literarias que comparten el nombre Kālidāsa. Estos escritores incluyen a Devendra (autor de Kavi-Kalpa-Latā), Rājaśekhara y Abhinanda. Sastri enumera las obras de estos tres Kalidasas de la siguiente manera:
1. Kālidāsa alias Mātṛgupta, autor de Setu-Bandha y tres obras de teatro ( Abhijñānaśākuntalam, Mālavikāgnimitram y Vikramōrvaśīyam ).
2. Kālidāsa alias Medharudra, autor de Kumārasambhava, Meghadūta y Raghuvaṃśa.
3. Kālidāsa alias Kotijit: autor de Ṛtusaṃhāra, Śyāmala-Daṇḍakam y Śṛngāratilaka entre otras obras.

Sastri continúa mencionando otras seis figuras literarias conocidas por el nombre de "Kālidāsa": Parimala Kālidāsa alias Padmagupta (autor de Navasāhasāṅka Carita), Kālidāsa alias Yamakakavi (autor de Nalodaya), Nava Kālidāsa (autor de Champu Bhāgavata), Akbariya Kalidasa (autor de varios samasya o acertijos), Kālidāsa VIII (autor de Lambodara Prahasana) y Abhinava Kālidāsa alias Mādhava (autor de Saṅkṣepa-Śaṅkara-Vijayam).
Según K. Krishnamoorthy, "Vikramāditya" y "Kālidāsa" se utilizaron como sustantivos comunes para describir a cualquier rey patrón y cualquier poeta de la corte, respectivamente.

## Obras
Muchas obras son tradicionalmente atribuidas a su autoría, pero algunos estudiosos han identificado solamente seis como genuinas, y una más como probable.

### Poemas

#### Poemas épicos
Kālidāsa es el autor de dos mahākāvyas, Kumārasambhava (Kumāra que significa Kartikeya, y sambhava que significa posibilidad de que ocurra un evento, en este contexto un nacimiento. Kumārasambhava significa así el nacimiento de un Kartikeya) y Raghuvaṃśa ("Dinastía de Raghu").
- Kumārasambhava describe el nacimiento y adolescencia de la diosa Pārvatī, su matrimonio con Śiva y el posterior nacimiento de su hijo Kumāra (Kārtikeya).
- Raghuvaṃśa es un poema épico sobre los reyes de la dinastía Raghu.

#### Poemas menores
También escribió dos khaṇḍakāvyas (poemas menores):
- Descriptivo:[17] Ṛtusaṃhāra describe las seis estaciones narrando las experiencias de dos amantes en cada una de las estaciones.[18]
- Elegiac: Kālidāsa creó su propio género de poesía con Meghadūta ( El mensajero de la nube),  la historia de un Yakṣa que intenta enviar un mensaje a su amante a través de una nube. Ajustó este poema a la métrica mandākrāntā, conocida por su dulzura lírica. Es uno de sus poemas más populares y se han escrito numerosos comentarios sobre este trabajo.

También escribió el shyamala Dandakam que describe la belleza de la Diosa Matangi.

### Obras de teatro
Escribió tres obras de teatro. Entre ellos, Abhijñānaśākuntalam ("Del reconocimiento de Śakuntalā") generalmente considerada una obra maestra. Fue una de las primeras obras en sánscrito que se tradujeron al inglés y desde entonces se ha traducido a muchos otros idiomas.

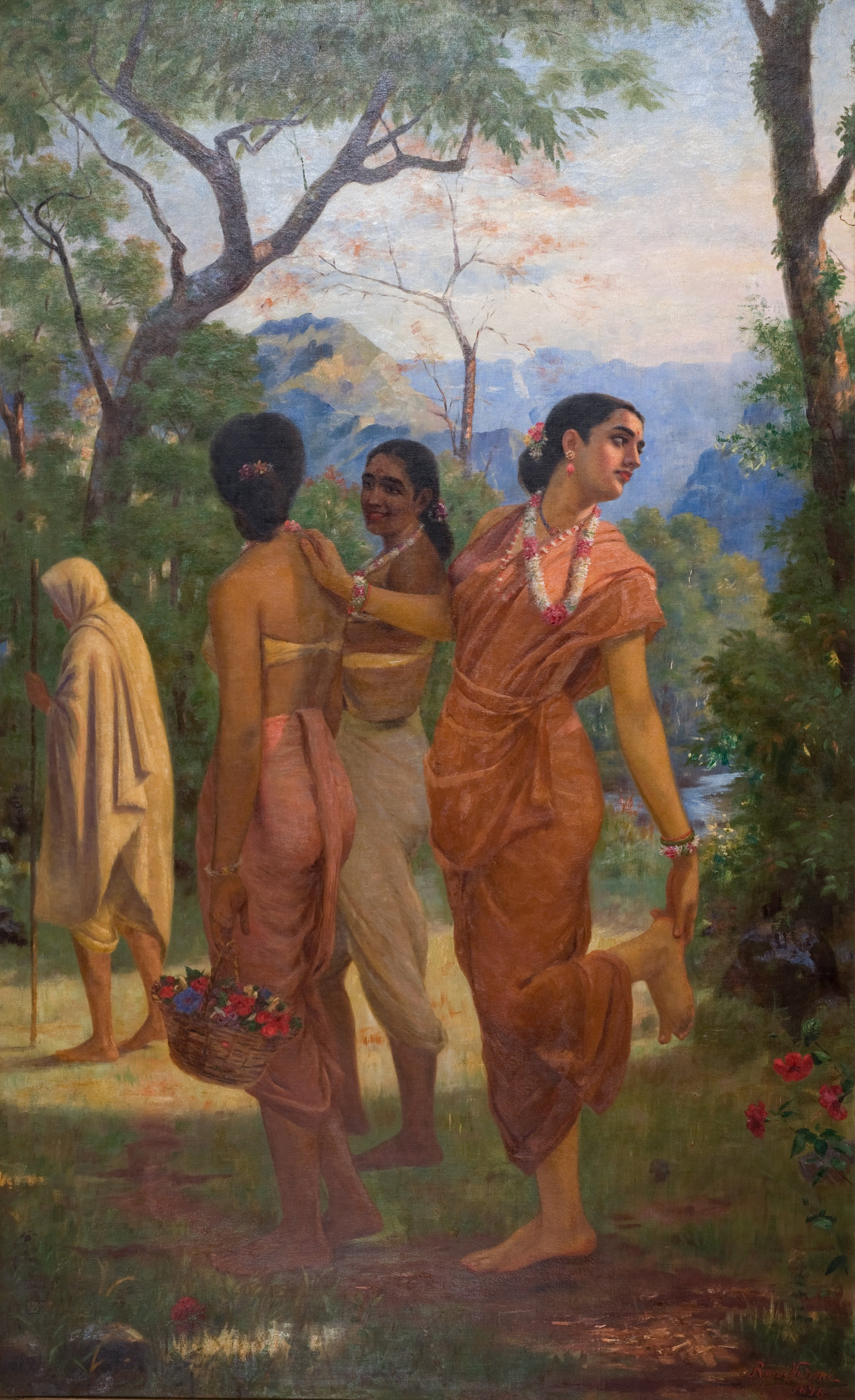
Śakuntalā se detiene para mirar a Duṣyanta, Raja Ravi Varma (1848-1906).

- Mālavikāgnimitram ( Perteneciente a Mālavikā y Agnimitra ) cuenta la historia del rey Agnimitra, quien se enamora de la imagen de una sirvienta exiliada llamada Mālavikā. Cuando la reina descubre la pasión de su marido por esta chica, se enfurece y encarcela a Mālavikā, pero, según el destino, Mālavikā es de hecho una verdadera princesa, legitimando así la aventura.
- Abhijñānaśākuntalam (Del reconocimiento de Śakuntalā) cuenta la historia del rey Duṣyanta que, durante un viaje de caza, conoce a Śakuntalā, la hija adoptiva del sabio Kanu y la verdadera hija de Vishwamitra y Menaka y se casa con ella. Les sobreviene un percance cuando lo convocan de nuevo a la corte: Śakuntala, embarazada de su hijo, ofende inadvertidamente a una Durvasa de visita e incurre en una maldición, por lo que Duṣyanta la olvida por completo hasta que ve el anillo que le ha dejado. En su viaje a la corte de Duṣyanta en un avanzado estado de embarazo, pierde el anillo y tiene que salir sin que él la reconozca. El anillo es encontrado por un pescador que reconoce el sello real y se lo devuelve a Duṣyanta, quien recupera su memoria de Śakuntala y se dispone a buscarla. Goethe estaba fascinado por Abhijñānaśākuntalam de Kālidāsa, que se hizo conocido en Europa, después de haber sido traducido del inglés al alemán.
- Vikramōrvaśīyam ( Ūrvaśī Won by Valor ) cuenta la historia del rey Pururavas y la ninfa celestial Ūrvaśī que se enamoran. Como inmortal, tiene que regresar a los cielos, donde un desafortunado accidente hace que sea enviada de regreso a la tierra como mortal con la maldición de que morirá (y así regresará al cielo) en el momento en que su amante ponga sus ojos en el niño que ella le dará a luz. Después de una serie de contratiempos, incluida la transformación temporal de Ūrvaśī en una vid, la maldición se levanta y los amantes pueden permanecer juntos en la tierra.

En todas estas obras, Kalidasa se muestra como un maravilloso poeta de la naturaleza y como un maestro de lo patético, del que se admira siempre su viva imaginación, la riqueza de su pensamiento y las grandes cualidades expresivas.

#### Traducciones
Montgomery Schuyler, Jr. publicó una bibliografía de las ediciones y traducciones del drama Śakuntalā mientras preparaba su trabajo "Bibliografía del drama sánscrito". Más tarde, Schuyler completó su serie de bibliografía de las obras dramáticas de Kālidāsa compilando bibliografías de las ediciones y traducciones de Vikramōrvaśīyam y Mālavikāgnimitra. Sir William Jones publicó la traducción al inglés de Śakuntalā en 1791 y Ṛtusaṃhāra fue publicado por él en texto original durante 1792.

## Influencia
Kālidāsa ha tenido una gran influencia en varias obras sánscritas, en toda la literatura india. También tuvo un gran impacto en Rabindranath Tagore. El romanticismo de Meghadūta se encuentra en los poemas de Tagore sobre los monzones. Sus obras en sánscrito influyeron en la literatura europea de finales del siglo XVIII y principios del siglo XIX. Según Dale Carnegie, el padre de la medicina moderna, Sir William Osler, siempre tenía en su escritorio un poema escrito por Kalidasa.

## Reputación crítica
Bāṇabhaṭṭa, el poeta y prosista sánscrito del siglo VII, ha escrito: nirgatāsu na vā kasya kālidāsasya sūktiṣu, prītirmadhurasārdrāsu mañjarīṣviva jāyate . ("Cuando salieron los dulces dichos de Kālidāsa, encantadores con un dulce sentimiento, ¿quién no se deleitó en ellos como en flores cargadas de miel?")
Jayadeva, un poeta posterior, lo ha llamado kavikulaguru, 'el señor de los poetas'.
Se le ha llamado el Shakespeare de la India. Se dice que el erudito y filólogo Sir William Jones fue el primero en hacerlo. Al escribir sobre esto, el autor y erudito MR Kale dice que "la misma comparación de Kālidāsa con Shakespeare es la forma más elevada de elogio que se le puede otorgar."
El indólogo Sir Monier Williams ha escrito: "Ninguna composición de Kālidāsa muestra más la riqueza de su genio poético, la exuberancia de su imaginación, la calidez y el juego de su imaginación, su profundo conocimiento del corazón humano, su delicada apreciación de las más refinadas y tiernas emociones, su familiaridad con el funcionamiento y contrafuncionamiento de sus sentimientos en conflicto, en resumen, le da más derecho a clasificarse como el Shakespeare de la India."
|  | En el supuesto de que desees disfrutar de las flores de los primeros años, los frutos de la edad avanzada. En el supuesto de que quieras tener algo encantador, un hecho encantador. En el supuesto de que desees llamar tanto al cielo como la tierra con el mismo nombre. Te recomiendo el Sakúntala, y allá se describe todo esto. Goethe | ¿Quieres las flores del año joven y los frutos de su declive Y todo aquello con lo que el alma es encantada, extasiada, festejada, alimentada, ¿Quieres combinar la tierra y el cielo mismo en un solo nombre? ¡Te nombro, oh Sakuntala! y de una vez se dice. traducción de E. B. Eastwick |

El filósofo y lingüista Humboldt escribe: "Kālidāsa, el célebre autor del Śākuntalā, es un magistral descriptor de la influencia que la naturaleza ejerce sobre las mentes de los amantes. La ternura en la expresión de los sentimientos y la riqueza de la imaginación creativa le han asignado su elevado lugar entre los poetas de todas las naciones".

## Cultura posterior
Muchos eruditos han escrito comentarios sobre sus obras. Entre los comentarios más estudiados se encuentran los de Kolāchala Mallinātha Suri, escritod en el siglo XV durante el reinado del rey Vijayanagara, Deva Raya II. Los primeros comentarios que se conservan parecen ser los del erudito cachemira del siglo X, Vallabhadeva. Poetas sánscritos eminentes como Bāṇabhaṭṭa, Jayadeva y Rajasekhara han elogiado a Kālidāsa en sus tributos. Un conocido verso en sánscrito ("Upamā Kālidāsasya ...") alaba su habilidad en upamā, o símiles. Anandavardhana, un crítico muy venerado, lo consideraba como uno de los más grandes poetas sánscritos de todos los tiempos. De los cientos de comentarios sánscritos premodernos sobre sus obras, solo una fracción se ha publicado en la actualidad. Tales comentarios muestran signos de que la poesía de Kālidāsa ha cambiado de su estado original a través de siglos de copia manual, y posiblemente a través de tradiciones orales en competencia que corrían junto con la tradición escrita.
Abhijñānaśākuntalam de su autoría fue una de las primeras obras de la literatura india que se dio a conocer en Europa. Primero fue traducido al inglés y de ese idioma al alemán, donde fue recibido con asombro y fascinación por un grupo de eminentes poetas, entre los que se encontraban Herder y Goethe.
Sus obras continuaron evocando inspiración entre los círculos artísticos de Europa durante finales del siglo XIX y principios del siglo XX, como lo demuestra la escultura Shakuntala de Camille Claudel.
El artista Koodiyattam y erudito de Nāṭya Śāstra Māni Mādhava Chākyār (1899–1990) coreografió e interpretó populares obras de Kālidāsa, incluidas Abhijñānaśākuntala, Vikramorvaśīya y Mālavikāgnimitra.
Las películas en canarés Mahakavi Kalidasa (1955), con Honnappa Bagavatar, B. Sarojadevi y más tarde Kaviratna Kalidasa (1983), con Rajkumar y Jayaprada, fueron basadas en su vida. Kaviratna Kalidasa también usó su Shakuntala como una subtrama en la película. Igualmente V. Shantaram hizo la película en hindi Stree (1961) basada en Shakuntala. RR Chandran hizo la película en tamil Mahakavi Kalidas (1966) basada en la vida de Kālidāsa. Chevalier Nadigar Thilagam Sivaji Ganesan interpretó el papel del poeta. Mahakavi Kalidasu (Telugu, 1960) con Akkineni Nageswara Rao se basó de manera similar en su vida y obra.
La obra de teatro en hindi de Surendra Verma , Athavan Sarga, publicada en 1976, se basa en la leyenda de que Kālidāsa no pudo completar su épica Kumārasambhava porque fue maldecido por la diosa Pārvatī, por descripciones obscenas de su vida conyugal con Śiva en el octavo canto. La obra muestra a Kālidāsa como un poeta de la corte de Chandragupta que se enfrenta a un juicio por insistencia de un sacerdote y algunos otros moralistas de su tiempo.
Asti Kashchid Vagarthiyam es una obra en sánscrito de cinco actos escrita por Krishna Kumar en 1984. La historia es una variación de la leyenda popular de que Kālidāsa fue desafiado mentalmente en un momento y que su esposa fue responsable de su transformación. Kālidāsa, un pastor con problemas mentales, está casado con Vidyottamā, una princesa erudita, a través de una conspiración. Al descubrir que ha sido engañada, Vidyottamā destierra a Kālidāsa y le pide que adquiera erudición y fama si desea continuar su relación. Además, estipula que a su regreso tendrá que responder a la pregunta, Asti Kaścid Vāgarthaḥ "(" ¿Hay algo especial en la expresión? "), para su satisfacción. A su debido tiempo, Kālidāsa adquiere conocimiento y fama como poeta. Inicia entonces Kumārsambhava, Raghuvaṃśa y Meghaduta con las palabras Asti ("hay"), Kaścit ("algo") y Vāgarthaḥ ("palabra hablada y su significado") respectivamente.
"Kalidas o Robindronath" de Bishnupada Bhattacharya es un estudio comparativo de Kalidasa y el poeta bengalí Rabindranath Tagore.
Ashadh Ka Ek Din es una obra de teatro en hindi basada en elementos ficticios de la vida de Kalidasa.